# Týnec nad Labem (przystanek kolejowy)
Týnec nad Labem – przystanek kolejowy w miejscowości Týnec nad Labem, w kraju środkowoczeskim, w Czechach. Znajduje się na wysokości 210 m n.p.m.
Jest obsługiwany i zarządzany przez České dráhy. Na przystanku istnieje możliwości zakupu biletu.

## Linie kolejowe
- 010 Kolín - Česká Třebová